# 6334 Robleonard
6334 Robleonard eller 1992 MM är en asteroid i huvudbältet som upptäcktes 27 juni 1992 av den amerikanske astronomen Gregory J. Leonard vid Palomar-observatoriet. Den är uppkallad efter upptäckarens far, Robert David Leonard.
Asteroiden har en diameter på ungefär 5 kilometer.